# Bystronogi
Bystronogi (org. Chołstomier) – opowiadanie Lwa Tołstoja, opublikowane po raz pierwszy w 1885 r.
Pomysł na opowiadanie Tołstoj zaczerpnął od pisarza Michała Stachowicza. Stachowicz sam zamierzał napisać opowiadanie z perspektywy konia wyścigowego, jednak zmarł, nim zdołał pomysł zrealizować. W 1863 r. Tołstoj zrealizował jego zamiar. Tekst wydał dopiero 1885 r. w zbiorze swoich dzieł. 
Narratorem i bohaterem utworu jest koń Bystronogi, obserwujący i komentujący świat ludzki. Widziany z perspektywy mądrego zwierzęcia świat ten okazuje się być pełen fałszu i hipokryzji. Ukazaniu tego służy technika udziwniania – rzeczy znane, poprzez zmianę sposobu percepcji, zostają „udziwnione”, co wydobywa ich niezauważane wcześniej cechy i właściwości. 